# Латинська Америка
Латинська Америка
| Площа           | 21 069 501 км² |
| Населення       | 560 287 688 |
| Число країн     | 33 |
| Число територій | 4 |
| ВВП             | (по курсу обміну) 2,26 трлн. USD (по ППС) 1,5 трлн. USD                                                                             |
| Мови            | Іспанська, Португальська, Французька, Кечуа, Аймара, Науатль, мови Майя, Гуарані, Італійська, Англійська, Валлійська, Нідерландська |
| Часові зони     | від UTC -3:00 (Бразилія) до UTC -8:00 (Мексика)                                                                                     |
| Найбільші міста | Мехіко, Сан-Паулу, Буенос-Айрес, Ріо-де-Жанейро, Ліма, Богота, Сантьяго, Каракас                                                    |

Лати́нська Аме́рика — регіон Америки, де романські мови — тобто мови, що походять від латинської мови — офіційні або найважливіші мови спілкування. Інші лінгвістичні області Америки за своїми державними мовами європейського походження — США, де переважає англійська мова, і нідерландськомовні Суринам, Кюрасао, Сінт-Мартен, Аруба, а також Бонайре, Саба і Сінт-Естатіус. Гренландія, яка з політичної точки зору пов'язана з Данією і де поширена данська мова, часто розглядається як частина Європи, попри те, що географічно це частина Північної Америки.
Визначення поняття «Латинська Америка» дещо змінюється. З соціо-політичної перспективи, Латинська Америка загалом включає території Америки, де переважають іспанська або португальська мови: Мексика і більшість Центральної Америки, Південна Америка і Вест-Індія (або Карибський регіон). У такому розумінні це синонім поняття Іберо-Америка. Території, де поширені інші романські мови, наприклад французька (канадська провінція Квебек) або креольські (похідні) мови, часто не розглядаються як частини Латинської Америки, попри французьке походження поняття. Іноді, особливо в Сполучених Штатах, термін «Латинська Америка» використовується для посилання на всю частину Америки на південь від США, зокрема такі країни як Беліз, Гаяна, Ямайка, Барбадос і Суринам, де переважають не романські мови. З другого боку, особливо в Бразилії, цей термін посилається винятково на іспанськомовні країни цієї області.
Геополітично, Латинська Америка поділяється на 33 незалежних держави і декілька залежних територій. Бразилія — безумовно найбільша країна Латинської Америки, як за площею, так і за населенням. Її державна мова, португальська, відокремлює її від інших латиноамериканських країн, у переважній більшості з яких державна мова — іспанська.

## Етимологія
Назва «Латинська Америка» була введена французьким імператором Наполеоном III як політичний термін; він розглядав Латинську Америку та Індокитай як території, на які Франція намагалася поширити свій вплив протягом його правління. Цей термін допоміг йому підкріпити вимоги до вказаних територій та повинен був включати ті частини Америки, у яких розмовляють романськими мовами, тобто території населені вихідцями з Іберійського півострова та Франції протягом XV — XVI століть.
У Сполучених Штатах термін не використовувався до 1890-х, а став поширеним тільки на початку XX століття. До того частіше використовувався термін «Іспанська Америка».
Термін Латинська Америка зараз вказує на регіон, об'єднаний наднаціональними культурними інтересами. Багато людей в Латинській Америці говорять не романськими, а індіанськими мовами або мовами, принесеними іммігрантами. Цей регіон являє собою суміш романських культур з індіанськими та африканськими, що значно відрізняє його від європейських культур романського походження.
Квебек, інша французькомовна область в Канаді, як і деякі райони Сполучених Штатів, де превалюють романські мови, традиційно не включають до Латинської Америки в її соціополітичному значенні, здебільш через те, що ці території не існують як окремі держави, також як і через їхню віддаленість. Французька Гвіана, проте, часто включається, попри її залежність від Франції.
Як згадано вище, термін «Латинська Америка» іноді використовується, щоб послатися на нації, які були колись колоніями Іспанії і Португалії, двох держав, розташованих на Іберійському півострові. Організація Іберо-Американських країн (OEI) поширює це визначення також на самі Іспанію і Португалію (які часто називають батьківщиною Латинської Америки) як на країни-члени, крім їхніх колишніх колоній у Америці.

## Після Першої світової війни
Перша світова війна безпосередньо не зачепила країн Латинської Америки, проте мала для їхнього розвитку суттєві наслідки. Зростання споживання сільськогосподарської продукції і сировини у воюючих державах призвело до зростання цін на дану продукцію. Це збільшило прибутки латиноамериканських країн, що були використані для розвитку промисловості. У країнах формувалися національний капітал і робітничий клас, які на повну силу заявили про свої права. Тим самим на невирішене аграрне питання накладались проблеми, притаманні промислово розвиненим країнам. Війна призвела також до згортання капіталовкладень європейських держав, чим відразу скористалися США.

## Політичний поділ
Звичайно до Латинської Америки входять такі держави та території:
| Країни | Країни                                                                                                | Території Франції                           | Території США |
| --- | --- | ------------------------------------------- | ------------- |
| - Аргентина - Беліз - Болівія - Бразилія - Чилі - Колумбія - Коста-Рика - Куба - Домініканська Республіка - Еквадор - Сальвадор | - Гватемала - Гаїті - Гондурас - Мексика - Нікарагуа - Панама - Парагвай - Перу - Уругвай - Венесуела | - Французька Гвіана - Гваделупа - Мартиніка | - Пуерто-Рико |

Крім того, до цього списку також інколи включають Беліз, Фолклендські острови, Гаяну, і Суринам, але вони культурно та лінгвістично відрізняються від решти Латинської Америки. Вони підтримують економічні зв'язки з сусідніми країнами і групуються Організацією об'єднаних націй до субрегіонів (Південна і Північна Америка), як і решта Латинської Америки. Проте всі, окрім Суринаму, — також об'єкти територіальних вимог їхніх латиноамериканських сусідів.

### Найбільші міста

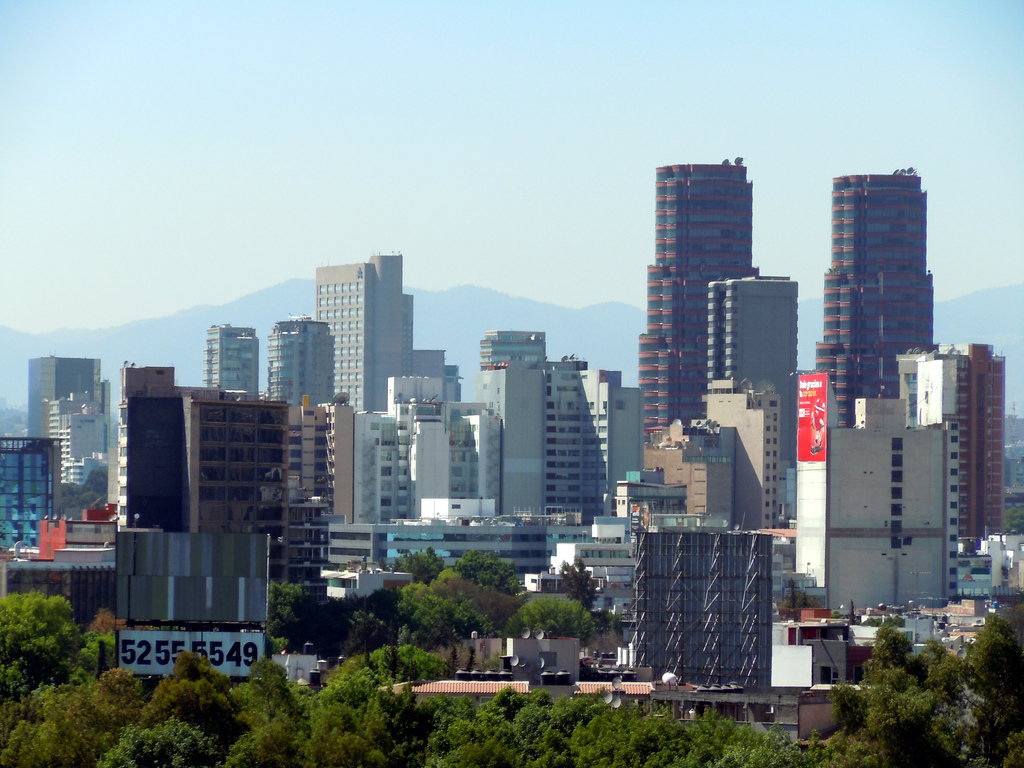
Мехіко
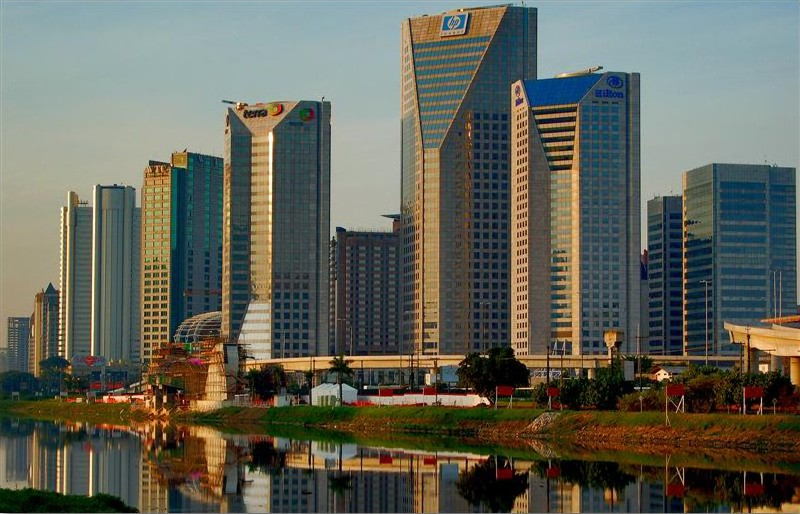
Сан-Паулу

| Місто          | Держава   | Населення у 2017 | 2014 GDP (PPP $млн USD) | 2014 GDP на душу (USD) |
| -------------- | --------- | ---------------- | ----------------------- | ---------------------- |
| Мехіко         | Мексика   | 23655355         | $403561                 | $19239                 |
| Сан-Паулу      | Бразилія  | 23467354         | $430510                 | $20650                 |
| Буенос-Айрес   | Аргентина | 15564354         | $315885                 | $23606                 |
| Ріо-де-Жанейро | Бразилія  | 14440345         | $176630                 | $14176                 |
| Богота         | Колумбія  | 9900800          | $159150                 | $17497                 |
| Ліма           | Перу      | 9752000          | $176447                 | $16530                 |
| Сантьяго       | Чилі      | 7164400          | $171436                 | $23290                 |
| Белу-Оризонті  | Бразилія  | 6145800          | $95686                  | $17635                 |
| Гвадалахара    | Мексика   | 4687700          | $80656                  | $17206                 |
| Монтеррей      | Мексика   | 4344200          | $122896                 | $28290                 |

- Мехіко
- Сан-Паулу